# 弘前市立大和沢小学校
弘前市立大和沢小学校（ひろさきしりつ おおわさわしょうがっこう）は、青森県弘前市狼森字天王にある公立小学校。

## 沿革
- 1876年（明治9年） - 大和沢村に大和沢小学として発足。
- 1894年（明治27年） - 大和沢尋常小学校と改称。
- 1925年（大正14年）3月31日 - 千年尋常小学校大和沢分教場となる。
- 1937年（昭和12年）2月28日 - 大和沢字沢田2番5号に校舎新築。
- 1941年（昭和16年）4月1日 - 国民学校令により、千年国民学校大和沢分校と改称。
- 1947年（昭和22年）4月1日 - 学制改革により、千年村立千年小学校大和沢分校と改称。
- 1955年（昭和30年）3月1日 - 市町村合併により、弘前市立千年小学校大和沢分校と改称。
- 1958年（昭和33年）4月1日 - 千年小学校から独立し、弘前市立大和沢小学校と改称。
- 1960年（昭和35年）3月 - 校歌制定。
- 1962年（昭和37年）2月10日 - 校舎落成記念式挙行。
- 1969年（昭和44年）9月 - 校地拡張整備完成。
- 1972年（昭和47年）9月 - 創立97年・復校15周年の両記念式典挙行。校旗樹立。
- 1973年（昭和48年） - 住居表示改正により、住所が狼森字天王になる。
- 1989年（平成元年） - 現校舎完成[1]。
- 2019年（令和元年） - この年と翌年、大改空調[1]。
- 2020年（令和2年） - 大改トイレ[1]。
- 2027年（令和9年） - 体育館暖房更新[1]。

## 学区
大和沢、一野渡、狼森

## 交通
- 弘南バス弘前駅 - 狼森・座頭石線「狼森」停留所から、徒歩約250m・約4分。